# Ivan Gaussen
Pour les articles homonymes, voir Gaussen.
Ivan Gaussen (1896-1978) est un écrivain français appartenant au mouvement félibréen.

## Biographie
Fils d'Hippolyte Gaussen, maire de Sommières de 1899 à 1901, et frère de Raoul Gaussen, qui occupe le même mandat de 1930 à 1944, Ivan Gaussen naît le 28 janvier 1896 dans cette commune. Après des études secondaires au lycée de garçons de Nîmes, puis de droit à Montpellier, il s'engage dans l'artillerie en 1916 (bien que réformé) et combat à la bataille de Verdun.
Après guerre, il reprend ses études de sciences politiques et économiques, soutient une thèse de doctorat (1921), puis entame une carrière à l'Assistance publique de Paris et collabore à la fondation du musée de l'Assistance. 
Mainteneur, puis majoral du Félibrige de 1964 à sa mort, il préside pendant une quarantaine d'années à partir de 1938 la Société des félibres de Paris, et est vice-président de la Fédération régionaliste française.
À l'origine du développement du Syndicat d'Initiative, dont il assura la Présidence, il fut une véritable locomotive pour sa ville de SOMMIERES à une époque où l'impact touristique n'en était qu'à ses prémices, il assurait lui même les visites estivales de jour et de nuit, et fut le précurseur de représentations théâtrales dans l'enceinte du château.
Il meurt à Montpellier le 22 août 1978, à l'âge de 83 ans. Il repose au cimetière protestant de Nîmes.
Époux de Jacqueline Gaussen Salmon, peintre française  d'inspiration réaliste, décédée à 41 ans, il est le père du journaliste Frédéric Gaussen, et de la pianiste Françoise Gaussen épouse de Michel Garcin directeur artistique chez ERATO.

## Travaux
Son œuvre est dédiée à la fois à l'« histoire locale », à la « littérature d'Oc » et au « mouvement félibréen », dont il est un responsable. Outre de nombreux ouvrages, il donne une série d'études sur les marquis de Villevieille.
En 1962, il fait paraître Poètes et prosateurs du Gard en langue d'oc, qui constitue selon Jean Fourié la première « publication claire et précise » sur le sujet. L'ouvrage, qui connaît un certain succès, s'écoule à 500 exemplaires et lui vaut le prix Broquette-Gonin en 1964..

## Ouvrages
- Poussigue-Meyrel, chansonnier du terroir, Uzès, La Cigale, 1933 (BNF 32543178).
- Le Vidourle et ses vidourlades (préf. Jean Charles-Brun), Nîmes, Éditions méridionales, 1937 (BNF 32543179).
- Sommières : promenade à travers son passé, Sommières, Demontoy, 1951 (BNF 36000100).
- Paris et le félibrige, Avignon, Aubanel, 1954 (BNF 32150725).
- Poètes et prosateurs du Gard en langue d'oc : depuis les troubadours jusqu'à nos jours, Paris, Les Belles Lettres, 1962 (BNF 33021783).